# جزيرة يوجني
يوجني (بالروسية: الجزيرة الجنوبية) هي الجزيرة الجنوبية من أرخبيل نوفايا زيمليا، الواقعة شمال روسيا. 
تبلغ مساحتها 33,275 كيلومترًا مربعًا (12,800 ميل مربع)، وهي أصغر من جزيرة سيفيرني الشمالية، إلا أنها تجعلها واحدة من أكبر الجزر في العالم. ويفصلها عن جزيرة سيفيرني مضيق ماتوتشكين الضيق الذي يغطيه الجليد معظم أيام السنة. يقع غرب جزيرة يوزني بحر بارنتس، وإلى الشرق بحر كارا.

## التاريخ
كانت الجزيرة في الأصل موطنًا لشعب نينيتس، وتم إخلاء الجزيرة إلى حد كبير في الخمسينيات من القرن العشرين لإفساح المجال لإجراء تجارب الأسلحة النووية.

## علم البيئة
تشتهر جزيرة يوزني بعدد كبير من الطيور البحرية. تتكون نباتات الجزيرة إلى حد كبير من التندرا.